# For Lovers Only
Pour plus de détails, voir Fiche technique et Distribution.
For Lovers Only est un film romantique écrit par Mark Polish, dirigé par Michael Polish et réalisé par les Frères Polish et Sean O'Grady en 2011 en France, à Paris, à la manière de la nouvelle vague Française. À l'affiche, nous retrouvons Mark Polish et Stana Katic. L'équipe, qui avait, initialement, pensé à diffuser le film dans différents théâtres des États-Unis, optera finalement pour une technique de distribution en ligne.

## Synopsis
For Lovers Only montre l'histoire de deux anciens amants, Sofia, ancien modèle reconvertie en journaliste, et Yves, photographe, qui se retrouvent à Paris, sur les escaliers de Montmartre. Alors que cela faisait huit longues années qu'ils ne s'étaient pas vus, qu'ils avaient tous les deux refait leurs vies, ils se rendent compte ne s'être jamais oubliés. Ils partent alors pour un road-trip, nous faisant découvrir les plus beaux paysages de France, de la capitale jusqu'à Saint-Tropez, en passant par la Normandie et divers lieux mythiques, y compris le Mont Saint-Michel. Mais très vite, la réalité vient les arracher à leur bulle d'allégresse en leur rappelant les enjeux de cette relation… 

## Distribution
- Mark Polish : Yves
- Stana Katic : Sofia
- Jean-Claude Thibaut : Photographe
- André Saraiva :  L'ami d'Yves
- Tara Subkoff : La femme d'Yves (voix)
- Logan Polish : La fille d'Yves (voix)
- Anna Macina : Agent Artistique
- Angus Macdonald : L'Homme dans le couloir
- Cary Gries : David (voix)

## Production
Le film est entièrement réalisé en noir et blanc, pour mieux correspondre au style de la Nouvelle Vague. For Lovers Only s'inspire également du film Un homme et une femme de Claude Lelouch. Il a été diffusé en vidéo sur demande par In Demand en juin 2011, mais c'est par l'ITunes Store que le film connaît son plus gros succès : le lundi 11 juillet, le film se plaçait en deuxième place des films romantiques les plus vendus, quatrième dans la catégorie film indépendant et entrait dans le top 100 des films toutes catégories confondues.
Il fut entièrement réalisé sur une période de douze jours, filmé par un Canon EOS 5D Mark qui est un appareil photographique qui possède une option caméra. C'est grâce à la discrétion de cet appareil qu'ils purent filmer dans des lieux public sans trop attirer l'attention. Le film ne fut promu que par le biais des réseaux sociaux, notamment Twitter et Facebook, par les différents membres de l'équipe et par les fans. Aucun éclairage artificiel n'a été utilisé pour la réalisation du film à l'exception de la scène du motel ou le téléphone de Mark Polish servira d'éclairage.
L'équipe du film était entièrement constituée de bénévoles, y compris pour la co-star Stana Katic, qui utilisait ses propres vêtements pour interpréter Sofia.

## Musique
La plupart des musiques du film ont été composées par Kubilay Uner, un ami des frères Polish.

### Liste des musiques
- La Noyée de Serge Gainsbourg
- Figé dans le temps de Kubilay Uner
- Les Tchèques de Mathieu Boogaerts
- Pour Frédéric de Kubilay Uner
- Un baiser au bord de la Seine de Kubilay Uner
- No Cars Go d'Arcade Fire
- Deux Amants dans un château de Kubilay Uner
- Toute Ressemblance de Pascal Colomb
- Everybody here wants you de Jeff Buckley
- Sur la Plage de Kubilay Uner
- Promenade de Kubilay Uner
- Les Amoureux de Kubilay Uner
- Sex Tourists de French Kicks
- Desruction - C'est la période que je traverse de Kubilay Uner
- Un enfant et un vieillard de Kubilay Uner
- Elle Prie pour un miracle de Kubilay Uner
- Love de John Lennon
- Heartache d'A Girl Called Eddie
- Cache-Cache de Kubilay Uner

### Musiciens
| Musicien           |  | Instrument(s)                                            |
| ------------------ |  | -------------------------------------------------------- |
| Daniel Rosenboom   |  | Trompette                                                |
| Lili Haydn         |  | Violon                                                   |
| Derek Joseph Stein |  | Violon celle                                             |
| Kubilay Uner       |  | Piano, Clavier, basse, guitare, accordéon et percussions |

En plus du film, un album et le making-of sont disponibles à l'achat.

## Sources
- Article de presse
- "For Lovers Only: A Polish Brother's film"
- Scores of FLO
- How We Made Love : Making Of.
- For Lovers Only (Original Score) by Kubilay Uner